# Spanningsafhankelijke weerstand

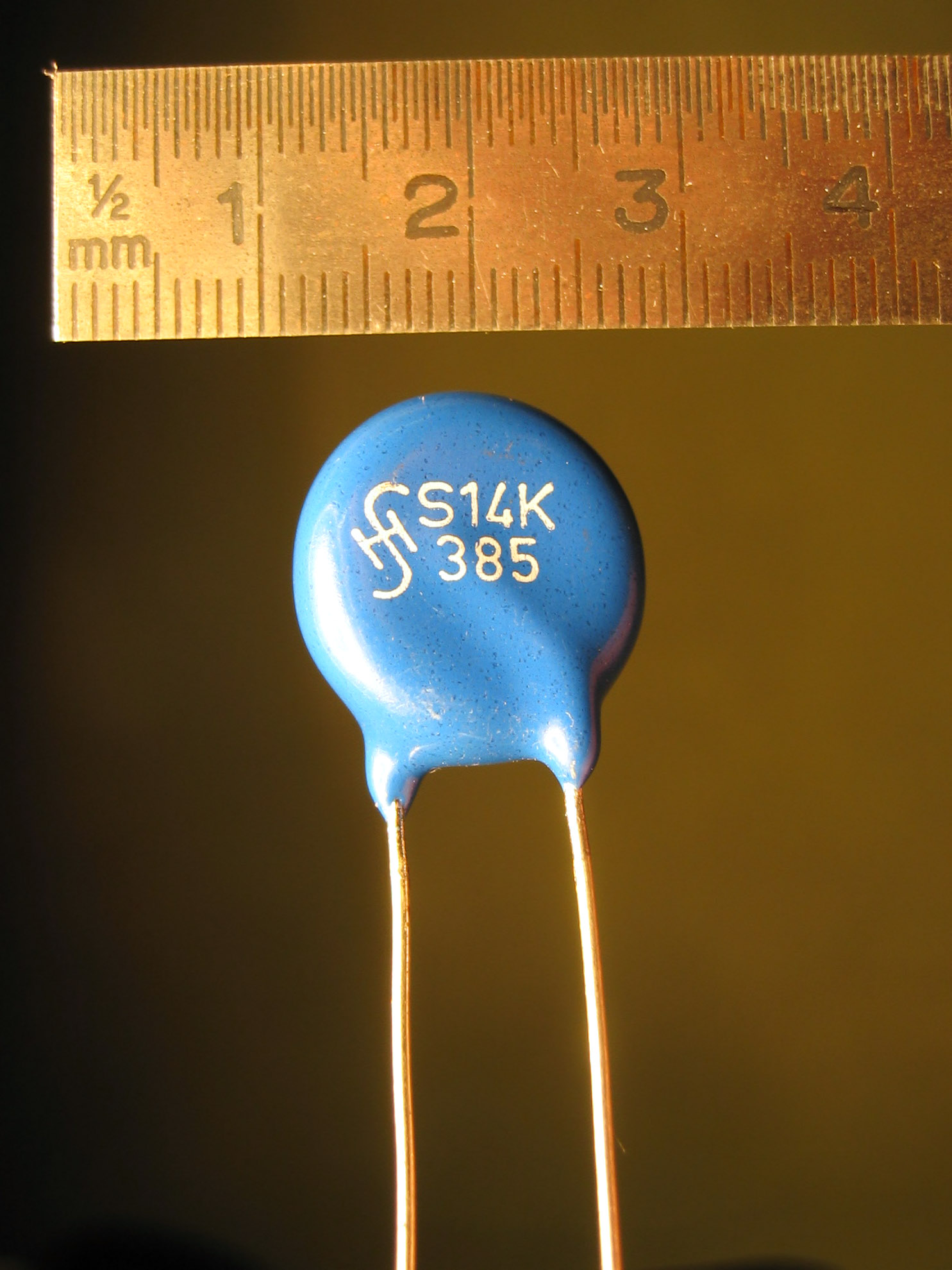
Een metaaloxidevaristor van 385 volt

Een spanningsafhankelijke weerstand (Engels: Voltage Dependent Resistor, afgekort VDR, ook varistor) is een weerstand waarvan de waarde varieert met de spanning die wordt aangelegd over de weerstand.
De benaming varistor is een samentrekking van variable en resistor, niet te verwarren met een potentiometer of variabele weerstand, die ook een (mechanisch) te veranderen waarde heeft.
Een spanningsafhankelijke weerstand wordt onder meer gebruikt voor overspanningsbeveiliging. Bij een lage spanning over de spanningsafhankelijke weerstand is de weerstandswaarde zeer groot, bij hoge spanning neemt deze waarde zeer snel af. 
Een spanningsafhankelijke weerstand wordt steeds vaker toegepast voor het beveiligen van gevoelige elektronische apparatuur. Deze component is in staat om in zeer korte tijd zeer veel elektrische energie te absorberen, waardoor gevaarlijke spanningspieken afgeleid worden. Tijdens normaal bedrijf hebben ze een zeer hoge impedantie en verstoren ze de werking van de elektronica nauwelijks. Ook de populaire overspanningsbeveiligers voor computer- en audio- en videoapparatuur bevatten enkele van deze weerstanden. Vaste telefonie- en kabelaansluitingen worden ook standaard tegen bijvoorbeeld blikseminslag beschermd door varistors. 
Bij een spanningsafhankelijke weerstand is het verband tussen de stroom door en de spanning over de weerstand niet lineair en voldoet niet aan de wet van Ohm.

Stroom vs spanning voor een tweetal varistoren, modern zinkoxide (ZnO) resp. oud siliciumcarbide (SiC).

## Zie ook

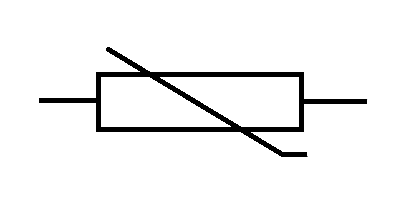
Symbool varistor